# Lina Pfaff
Lina Pfaff (* 30. August 1854 in Kaiserslautern als Caroline Pfaff; † 17. Juni 1929 ebenda) war eine deutsche Unternehmerin und Wohltäterin.

## Leben
Lina Pfaff war die Tochter von Johanna Pfaff, geborene Crusius (1824–1878), und Georg Michael Pfaff (1823–1893), dem Gründer der Nähmaschinenfabrik Pfaff in Kaiserslautern.
Nach dem Tod ihres Bruders Georg am 21. April 1917 übernahm Lina Pfaff die Leitung des Unternehmens, das 1910 schon eine Million Nähmaschinen in 64 Länder auf den fünf Kontinenten exportiert hatte.
In den Jahren nach dem Ersten Weltkrieg hatte Lina Pfaff die kritische Phase der Umstellung von Kriegsproduktion auf Friedensarbeit zu bewerkstelligen. Im Jahr 1926 wandelte sie, der wirtschaftlichen Entwicklung Rechnung tragend, den Betrieb in eine Aktiengesellschaft um. Sie blieb aber als Vorsitzende des Aufsichtsrates weiter mit dem Unternehmen verbunden.
Vor der Übernahme der Fabrikleitung war sie in ihrer Heimatstadt schon als großzügige Spenderin bekannt. Zunächst hatte sie den Diakonissenverein und den Frauenverein vom Roten Kreuz u. a. durch die Finanzierung der Kinderkrippe in der Mannheimer Straße unterstützt. Später schuf sie einige soziale Einrichtungen in Kaiserslautern, beispielsweise das Pfaff-Bad und eine Kinderkrippe, die am 24. Mai 1924 eingeweiht wurden. Im Jahr 1923 hatte sie eine Wohnsiedlung für die Mitarbeiter in der Nähe des Pfaffwerks errichten lassen.
Beide Aktivitäten, die Fabrikleitung und ihre Wohltätigkeit, wurden in außerordentlichen schweren Zeiten ausgeübt. Während des Ersten Weltkriegs unterstützte die Firma Pfaff u. a. die Mitarbeiter an der Front und ihre Familien. Außerdem richtete sie ein Lazarett ein, das sie zur Erleichterung der Verwundetentransporte mit einem Gleisanschluss versah. Nach dem Krieg musste Lina Pfaff die Geschäftsarbeit unter den Bedingungen der französischen Besatzung in der Pfalz fortführen.
Lina Pfaff wurde an ihrem 70. Geburtstag von der Stadt Kaiserslautern zur Ehrenbürgerin ernannt. Ein paar Monate später, am 23. Dezember 1924, wurde sie für ihre Tätigkeit als Leiterin der Nähmaschinenfabrik und ihr soziales Engagement als erste und einzige Frau Deutschlands mit dem Titel „Kommerzienrat“ des Königreichs Bayern ausgezeichnet.
Die Pfalz gehörte seit 1816 zu diesem Königreich, daher war es der bayerische Handelsminister Wilhelm von Meinel, der den Ernennungsvorschlag des Oberbürgermeisters von Kaiserslautern an Ministerialrat Ferdinand Oskar Keller zukommen ließ. Aus seinem Schreiben lassen sich die Gründe zum Entscheid für Lina Pfaffs Titelverleihung erkennen: 
„…Oberbürgermeister Baumann von Kaiserslautern hat bei mir vorgesprochen und folgende Wünsche vorgebracht: (… Speziell befürwortete er die Verleihung des Kommerzienratstitels an folgende Persönlichkeiten: a) Fräulein Lina Pfaff, die Alleininhaberin der weltbekannten Pfaff’schen Nähmaschinenfabrik in Kaiserslautern. Hier lägen zweifellos ausrichende [sic!] Gründe vor, um ausnahmsweise auch einer Frau den Kommerzienratstitel zu verleihen, denn Fräulein Pfaff sei nicht nur bei der Leitung der Fabrik tatsächlich tätig und ausschlaggebend, sondern sie habe auch auf dem Gebiet sozialer Fürsorge ganz Außerordentliches geleistet. Besonders habe sie der Wohnungsnot in Kaiserslautern durch eigene Werksbauten für die Arbeiter in großzügiger Weise gesteuert, ferner der Stadt ein Volksbad gebaut und auch sonst auf allen Gebieten der Wohltätigkeit (Kindergartenerrichtung usw.) sich ganz hervorragend betätigt.“
Wilhelm von Meinel, 19. September 1924
Zwischen 1880 und 1928 wurde der Titel Kommerzienrat 1.849 deutschen männlichen Unternehmern verliehen; Lina Pfaff blieb als Frau bis zu dessen Abschaffung die einzige Ausnahme.
Vor ihrem Tod berief sie ihren Neffen Karl Pfaff, den Sohn ihres Bruders Jakob, den sie am 1. Mai 1926 adoptiert hatte, zum leitenden Direktor und Vorstandsmitglied des Unternehmens.
Sie starb ledig am 17. Juni 1929 und wurde auf dem Kaiserslauterer Waldfriedhof begraben.

## Nachleben
Als im August 2010 die beiden Hauptschulen Barbarossaschule und die Geschwister-Scholl-Schule in Kaiserslautern zu einer Realschule plus zusammengelegt wurden, bekam die Bildungseinrichtung den Namen Lina-Pfaff-Realschule plus.
Im Stadtmuseum Kaiserslautern fand vom 15. Februar bis zum 6. September 2020 die Ausstellung „Lina Pfaff: ,Fräulein Kommerzienrat‘, ihre Nähmaschinen und ihr soziales Engagement“ statt. Sie präsentiert einen Überblick über Produktion, Design und Marketing des PFAFF-Weltunternehmens seit dem Ausgang des 19. Jahrhunderts. Die Ausstellung bietet anschaulich einen vertiefenden Einblick in die Wohltätigkeitsarbeit von Lina Pfaff u. a. im Bereich der Stadtentwicklung durch Fotodokumentationen und ein 3D-Modell vom Pfaffbad, das auch eine städtische Kindertagesstätte beherbergte. Ebenfalls wird das durchgeführte Projekt zur Errichtung der Pfaff-Kolonie, eine Werksiedlung an der Herzog-von-Weimar-Straße in Kaiserslautern, gewürdigt.